# Ruth Martínez Cascante
Ruth Martínez Cascante, es una economista y autora costarricense.
Estudió economía de la Universidad Nacional de Costa Rica, con un máster en Política Económica con Énfasis en Recursos Humanos y Políticas de Empleo, postgrado obtenido en la maestría en Política Económica para Centro América y el Caribe de la Universidad Nacional. Actualmente es la directora de la Escuela de Economía de la Universidad Nacional y miembro de la Junta Directiva del Fondo de Beneficio Social. Consultora externa en la Organización Internacional del Trabajo (OIT). Pertenece al Consejo Directivo del Instituto Costarricense de Electricidad (ICE).
Ha publicado en su campo académico.
En noviembre de 2015 la revista Forbes la ubicó en el número 25 entre las 50 mujeres más poderosas de Centroamérica.